# Curtis Hooks Brogden
Curtis Hooks Brogden, född 6 november 1816 i Goldsboro, North Carolina, död där 5 januari 1901, var en amerikansk politiker. Han var viceguvernör i North Carolina 1873–1874, delstatens guvernör 1874–1877 och ledamot av USA:s representanthus 1877–1879. Han var först demokrat och efter 1867 republikan.
Brogden var North Carolinas chefsrevisor (Comptroller of North Carolina) 1857–1867 och ledamot av North Carolinas senat 1868–1872. År 1873 tillträdde han som viceguvernör. Guvernör Tod Robinson Caldwell avled 1874 i ämbetet och Brogden tillträdde som guvernör. Han efterträddes 1877 av Zebulon B. Vance. Brogden representerade sedan North Carolinas andra distrikt i USA:s representanthus i två år. Han avled år 1901 och gravsattes på Willowdale Cemetery i Goldsboro.